# Грицаї
Грицаї́ — село в Україні, у Семенівській селищній громаді Кременчуцького району Полтавської області.

## Географія
Село Грицаї розташоване за 3 км від правого берега річки Хорол, вище за течією на відстані 2,5 км розташоване село Білогуби, нижче за течією на відстані 2,5 км розташоване село Поділ.
На північ від села розташоване заповідне урочище «Кононівське».

## Історія
Село постраждало внаслідок геноциду українського народу, проведеного урядом СССР 1932—1933 та 1946—1947. Через непоправні демографічні втрати, понесені у ході систематичного терору комуністичної влади, село було на межі зникнення після звільнення від СССР. Ще 2001 року тут проживало 34 особи. Наприкінці 2000-х майже зникло.
12 червня 2020 року, відповідно до розпорядження Кабінету Міністрів України № 721-р «Про визначення адміністративних центрів та затвердження територій територіальних громад Полтавської області», село увійшло до складу Семенівської селищної міської громади.
19 липня 2020 року, в результаті адміністративно - територіальної реформи та ліквідації Семенівського району, село увійшло до складу новоутвореного Кременчуцького району.